# Matilla de los Caños
Matilla de los Caños ist ein nordspanischer Ort und eine Gemeinde (municipio) mit 113 Einwohnern (Stand: 2024) in der Provinz Valladolid in der autonomen Region Kastilien-León.

## Lage
Matilla de los Caños liegt in der kastilischen Hochebene in einer Höhe von etwa 745 m. Die Provinzhauptstadt Valladolid befindet sich knapp 18 km (Fahrtstrecke) nordöstlich. Im Südosten der Gemeinde liegt der Aeródromo de Matilla de los Caños.
Das Klima im Winter ist durchaus kalt, im Sommer dagegen warm bis heiß; die spärlichen Regenfälle (ca. 466 mm/Jahr) fallen verteilt übers ganze Jahr.

## Bevölkerungsentwicklung
| Jahr      | 1970 | 1981 | 1991 | 2001 | 2011 | 2021 |
| Einwohner | 157  | 103  | 91   | 116  | 99   | 94   |

## Sehenswürdigkeiten

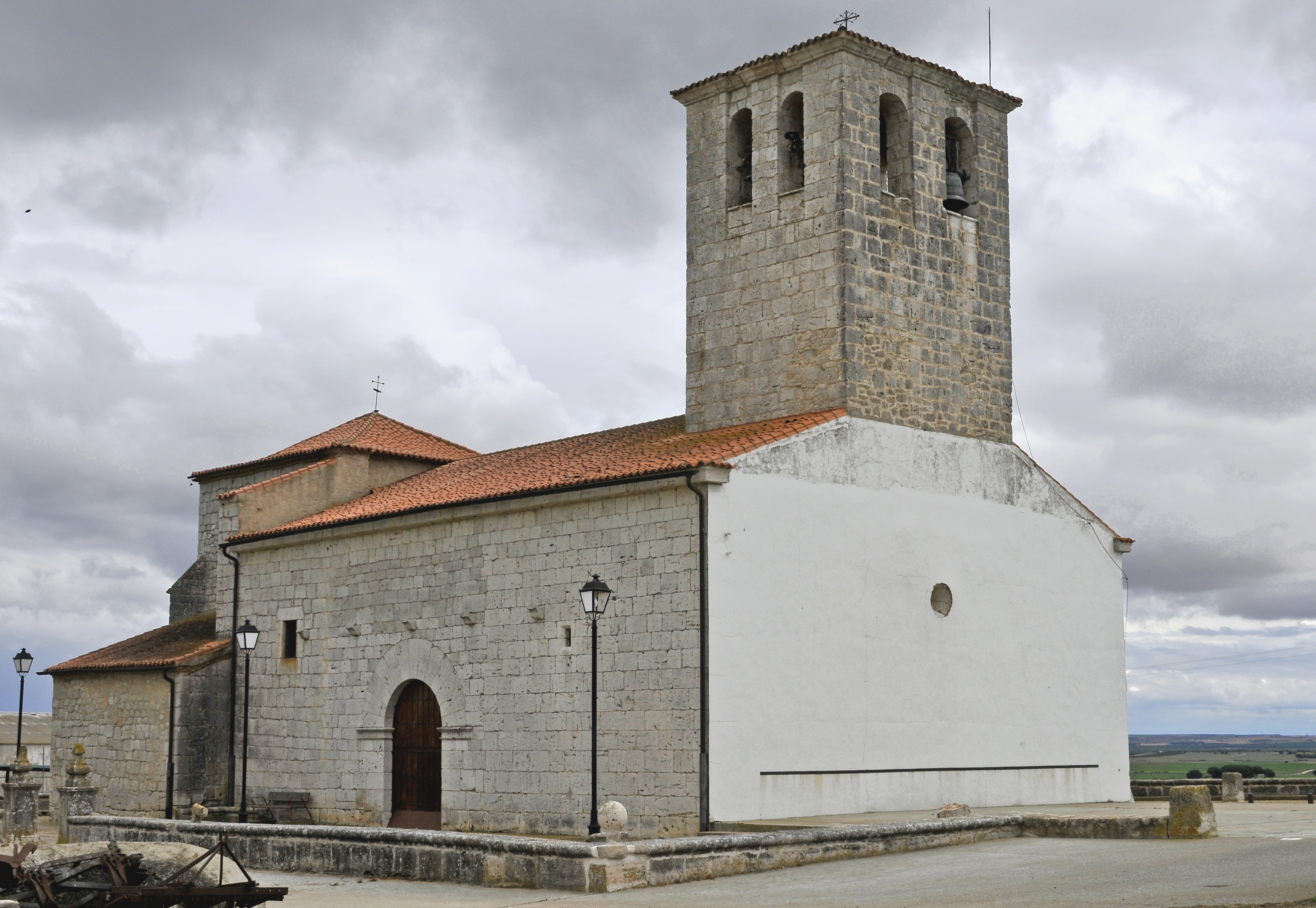
Eulalienkirche

- Eulalienkirche